# Barthold Nihus
Barthold Nihus en latin Nihusius (7 février 1590 à Wolpe, dans le Duché de Brunswick - 10 mars 1657 à Erfurt) est un théologien et controversiste catholique du 17e siècle.

## Biographie
Né en 1590 à Wolpe, dans le Duché de Brunswick, de parents pauvres, qui lui font faire cependant quelques études, il vient, à l’âge de dix-huit ans, à Helmstadt, et est obligé pour subsister d’entrer au service de Cornelius Martinus, professeur de logique. Le maître de Nihus, ayant remarqué ses dispositions, lui laisse le temps nécessaire pour étudier et se charge même de lui donner des leçons : il le recommande, en outre, à l’évêque d’Osnabrück, qui lui assigne sur ses revenus une petite pension. Encouragé par tant de marques de bienveillance, Nihus achève rapidement ses études et soutient en 1614 des thèses publiques. Les ennemis qu’a son maître choisissent ce moment pour chercher à l’humilier dans la personne de son élève et font à Nihus un affront sanglant qui commence à lui inspirer de l’éloignement pour l’Église luthérienne. Il se charge de l’éducation de quelques jeunes gentilshommes, qu’il conduit à l’Université d'Iéna, et il devient ensuite précepteur du duc Bernard de Saxe-Weimar. Fatigué de plus en plus de l’incertitude dans laquelle le laissent les disputes continuelles des ministres luthériens, il part secrètement de Weimar et se rend à Cologne, où il fait son abjuration solennelle en 1622. Il reçoit, peu de temps après, les ordres sacrés, est nommé directeur du collège des prosélytes, et, en 1629, pourvu de l’abbaye d’Ilfeld. Chassé de son abbaye par les Suédois, il se réfugie en Hollande, où il demeure plusieurs années. Il voit alors habituellement Gérard Vossius, et il tâche de lui persuader d’embrasser le catholicisme. De retour en Allemagne, il est sacré évêque de Myre et nommé suffragant de l’archevêque de Mayence. Il meurt à Erfurt le 10 mars 1657.

## Œuvres
Outre quelques Traités de controverse, sur lesquels on trouvera de longs détails dans l’article que lui a consacré Bayle, qui le nomme un fameux converti et convertisseur, on doit à Nihus de nouvelles éditions augmentées, de trois ouvrages de Leone Allacci : Symmicta ; De Joanna papissa fabulæ confutatio ; De eccles. occidental. et orientalis perpetua consensione.
On connaît encore de ce savant prélat :
- Epistola philologica excutiens narrationem Pomponii Melæ de navigatione, Hanau, 1622, in-4°; petit livre très-rare ;
- Adnotationes de communione Orientalium sub unica specie, à la suite de l’ouvrage d’Allacci De Eccles. perpet. consensione, Cologne, 1648, in-4° ;
- Epigrammatum libri duo, Cologne, 1641, in- 16 ;
- De cruce epistola, 1647, in-4° ; réimprimé avec le Traité de Thomas Bartholin, De cruce Christi, etc., Amsterdam, 1670, in-12 ;
- Tractatus chorographicus de nonnullis Asiæ provinciis ad Tigrim, Euphratem, etc., Cologne, 1658, in-8°.